# Stöhrhaus
Das Stöhrhaus ist eine Alpenvereinshütte der Sektion Berchtesgaden des Deutschen Alpenvereins in den Berchtesgadener Alpen auf dem Untersbergmassiv, Landkreis Berchtesgadener Land, Bayern (Deutschland).

## Geschichte

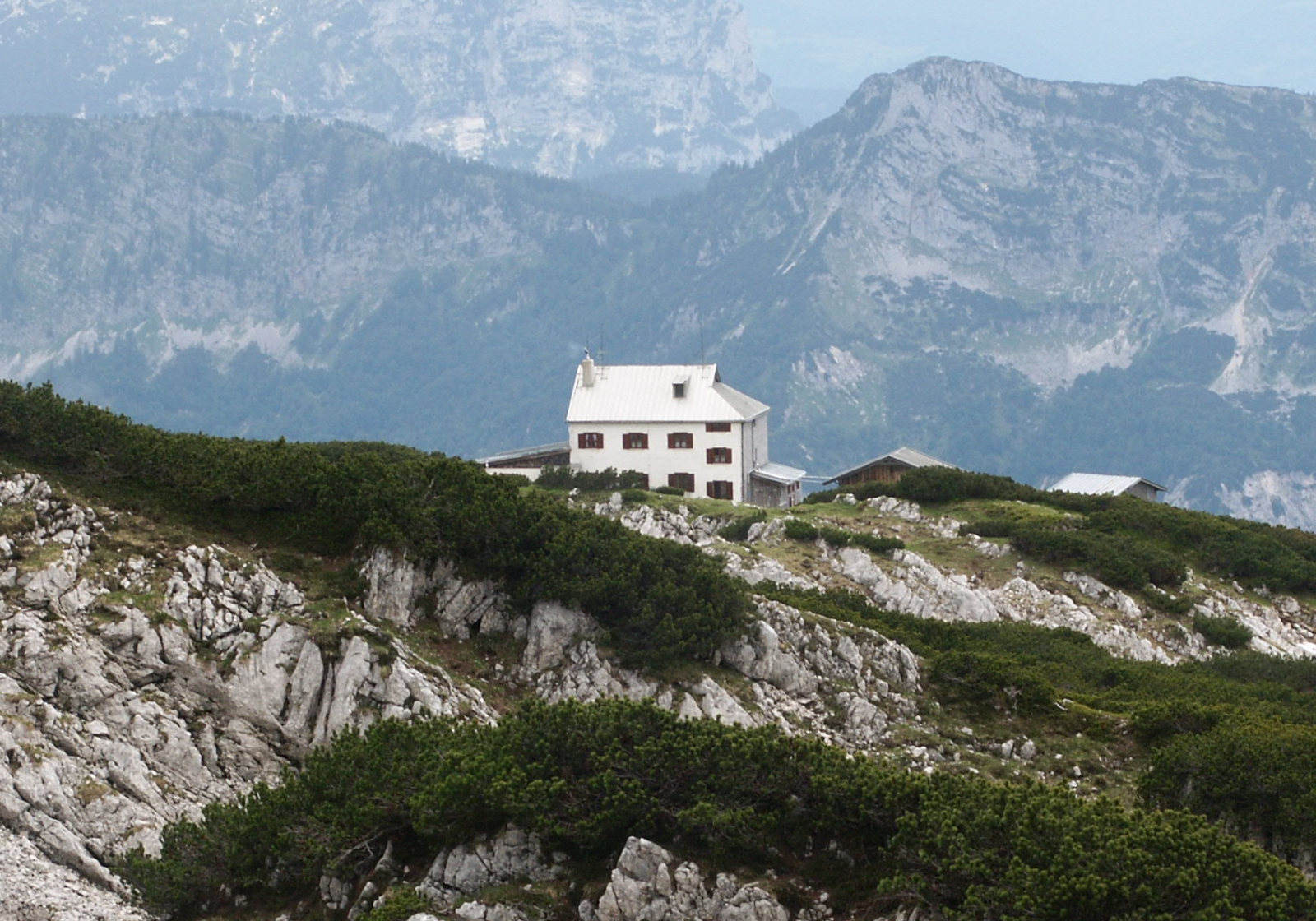
Stöhrhaus 2004

Das 1898 bis 1901 erbaute und mehrfach erweiterte Stöhrhaus auf 1894 m ü. NHN ist beliebtes Tagesziel von ausdauernden Bergwanderern, aber auch wichtiger Stützpunkt für Bergsteiger, die den Sonnenuntergang erleben und nach einer Übernachtung den gesamten Untersberg überqueren können. Vom Schutzhaus bieten sich weite Aussichten unter anderem auf Hochkalter, Watzmann, Steinernes Meer und zum Hohen Göll sowie auf umliegende Täler. Im Winter lohnt sich insbesondere eine Skitour von Winkl über den Reisenkaser zum Stöhrhaus sowie eine Plateauüberquerung.
2018/19 erfolgte ein umfangreicher Umbau des Hauses, bei dem die hintere Hälfte des Hauses abgerissen und neu erbaut wurde. In den nächsten Jahren ist geplant, eine zweite Gaststube zu errichten.

## Geographische Lage
Das Stöhrhaus steht unmittelbar nordwestlich der Scheitelhöhe des Untersbergs knapp unterhalb bzw. etwa 470 m (Luftlinie) westlich des Gipfels vom Berchtesgadener Hochthron (1972 m ü. NHN). Es befindet sich hoch über den Tälern um Bischofswiesen, Berchtesgaden und Marktschellenberg und gehört zum Gemeindegebiet von Bischofswiesen, Gemarkung Bischofswiesener Forst.

## Zugänge
- Von Hallthurm (690 m ü. NHN, an der B 20) über Zehnkaser, leicht, Gehzeit: 3½ Stunden
- Von Winkl (650 m ü. NHN, an der B 20) über Reisenkaser, leicht, Gehzeit: 3½ Stunden
- Von Aschau (680 m ü. NHN) bei Bischofswiesen über Stöhrweg und Leiterl, leicht, Gehzeit: 4 Stunden
- Von Hintergern (800 m ü. NHN) bei Berchtesgaden über Stöhrweg und Leiterl, leicht, Gehzeit: 3 Stunden
- Von Ettenberg (790 m ü. NHN) bei Marktschellenberg über Scheibenkaser und Leiterl, leicht, Gehzeit: 3½ Stunden

## Übergänge
- Toni-Lenz-Hütte (1438 m ü. NHN) über Plateau, Mittagscharte, Thomas-Eder-Steig und Schellenberger Eishöhle, mittel, Gehzeit: 3 Stunden
- Zeppezauerhaus (1663 m ü. A.) über Plateau, Mittagscharte und Salzburger Hochthron (1852 m ü. NHN), mittel, Gehzeit: 3½ Stunden

Für Wanderer am Rupertiweg, einem österreichischen Weitwanderweg, der hier auf deutschem Staatsgebiet verläuft, ist das Stöhrhaus ein wichtiger Stützpunkt.

## Gipfelbesteigungen
- Berchtesgadener Hochthron (1972 m ü. NHN), leichter Hüttengipfel, Gehzeit: 15 Minuten
- Gamsalpkopf (1885 m ü. NHN), leichter Nebengipfel, Gehzeit: 30 Minuten
- Salzburger Hochthron (1852 m ü. NHN) über Plateau, mittel, Gehzeit: 3 Stunden